# Brazdzieczyna
Brazdzieczyna (biał. Браздзечына; ros. Браздетчино, Brazdietczino) – wieś na Białorusi, w obwodzie witebskim, w rejonie orszańskim, w sielsowiecie Barzdouka.